# Désert d'Accona

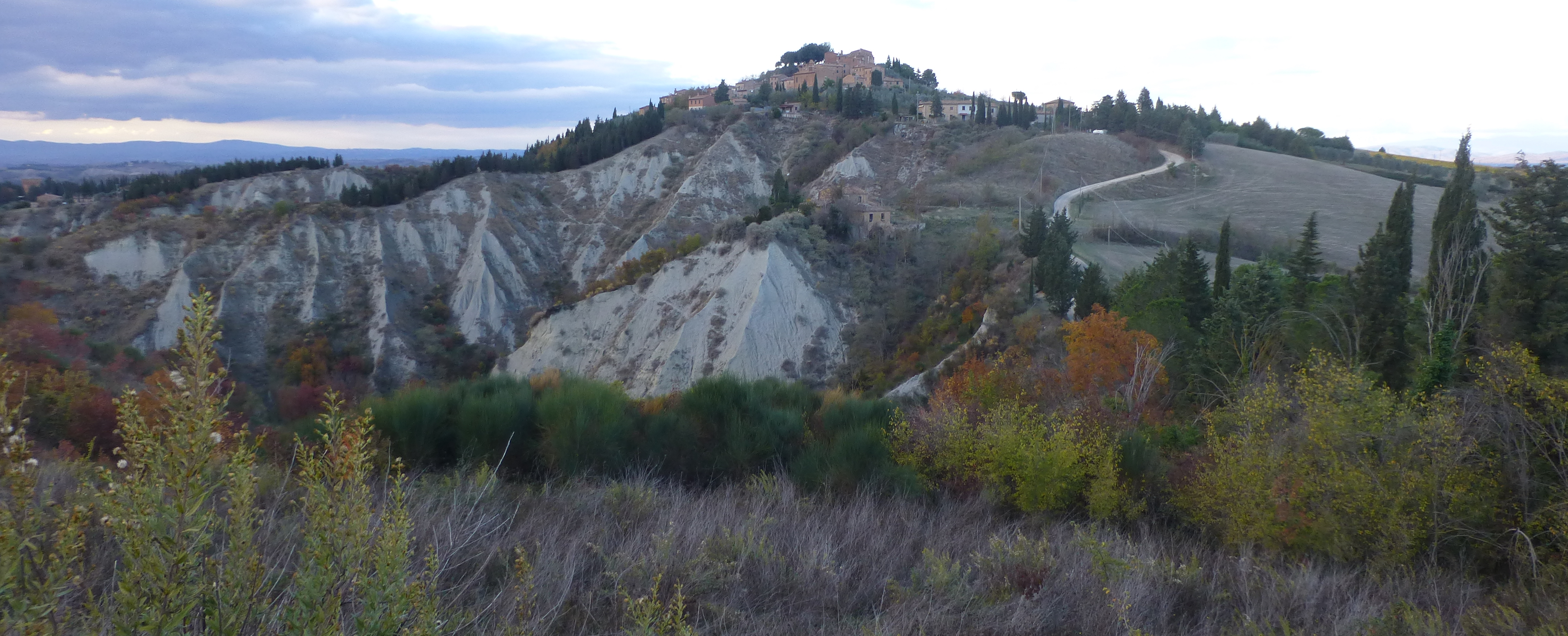
Ravines (calanchi) près du village médiéval Chiusure - la tour à l'extrême gauche est l'entrée de l'abbaye de Monte Oliveto Maggiore.

Le désert d'Accona (Deserto di Accona en italien) se situe dans la province de Sienne, au cœur des Crete senesi, dans la partie occidentale et méridionale du territoire communal d'Asciano [43° 14′ 04,3″ N, 11° 33′ 37,48″ E] et souvent agrandie pour inclure la zone Le Fiorentine - Leonina [43° 17′ 32,95″ N, 11° 26′ 54,07″ E]. Le terme désert est inapproprié du point de vue physique et climatique, le climat est plutôt méditerranéen avec un été chaud et sec et près de 800 mm/an de pluie (Csa dans la classification climatique de Köppen). Un vrai désert n'a jamais existé ici, à moins que le terme « désert » ne soit un moyen de décrire des zones entièrement érodées, plus proprement appelées « badlands » ou « mauvaises terres » (définition utilisée pour caractériser certaines régions de l'Amérique du Nord par les premiers explorateurs européens).

## Histoire
L'appellation « désert » dérive de la situation d'intense érosion qui caractérisait le Crete senesi depuis 1200 et qui devint permanente après la peste de 1348,,. Les formes typiques d’érosion sont appelées biancane et calanco. Ces formes d'érosion ont atteint leur expansion maximale entre 1800 et 1960,, après quoi presque toutes les biancane et les plus petits des calanchi ont été nivelés avec des bulldozers.
Accona était à l'origine une ferme près du village médiéval de Chiusure, située a quelque kilomètres d'Asciano, dans une zone utilisée pour l'agriculture et l'élevage,. Des gens de trois importantes familles siennoises (Tolomei, Patrizi et Piccolomini) fondèrent en 1313 ce qui devint l'Abbaye de Monte Oliveto Maggiore (1320-1344) sur le domaine d'Accona, appartenant à la famille Tolomei. Le pape Enea Piccolomini (Pie II) visita l'abbaye pendant sa papauté (1458-1464) décrivant la zone comme riche en oliviers, arbres fruitiers, amandes, vignes, vergers, petits cyprès, chênes et genévriers. De plus, ajoute le pape, il y avait de l'eau ici : une source pérenne, des puits, des réservoirs, des citernes. Aujourd'hui, la zone est creusée par des ravines profondes (calanchi) qui menacent le village de Chiusure.

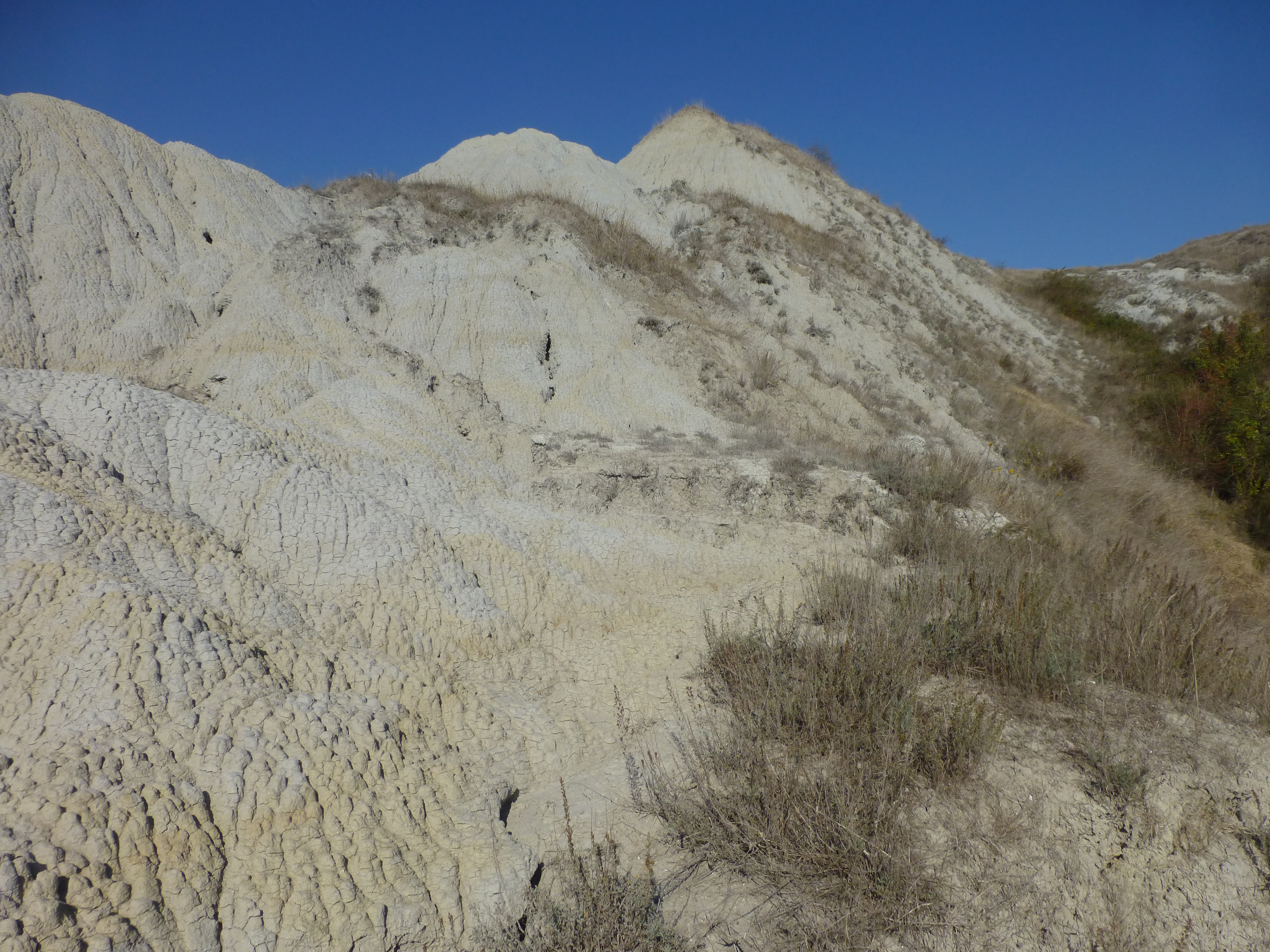
Biancane in Leonina (vues de près).

Les points où il est encore possible d'observer les formes traditionnelles d'érosion sont dispersés dans les Crete Senesi et Valdorcia, inclus dans le quadrilatère des sommets [43° 16′ 10,58″ N, 11° 15′ 59,3″ E], [43° 18′ 28,68″ N, 11° 39′ 04,92″ E], [42° 43′ 32,58″ N, 11° 42′ 22,98″ E], [42° 45′ 49,22″ N, 11° 58′ 41,9″ E].
Leonina [43° 17′ 27,11″ N, 11° 26′ 40,01″ E] et Lucciola Bella [43° 02′ 04,85″ N, 11° 45′ 35,75″ E] sont deux des meilleurs endroits pour se promener parmi les biancane, tandis que Chiusure - Monte Oliveto Maggiore (c'est-à-dire l'ancienne Accona ; [43° 10′ 40,21″ N, 11° 33′ 07,85″ E]) et Radicofani [42° 55′ 08,14″ N, 11° 44′ 38,82″ E] sont caractérisées par des ravins les plus intéressants.
Le détail morphologique et la composition du terrain (dépôts marins argilo-limoneux, sur-consolidés et riches en sodium, Pliocène - Pléistocène) rendent difficiles les conditions pour la culture de vignes et des oliviers ; les cultures principales dans la région sont les céréales, les tournesols et le fourrage, aidé par l'irrigation qui exploite les eaux de torrents et fleuves à caractère torrentiel, qui existent en bordure de cette zone, et de réservoirs artificiels.